# Източен черен гибон
Източен черен гибон (Nomascus nasutus) е вид бозайник от семейство Гибони (Hylobatidae). Видът е критично застрашен от изчезване.

## Разпространение
Разпространен е във Виетнам и Китай.